# Stereo World
Stereo World was het eerste nummer van het mini-album Swim die uitgebracht werd als single door de Britse rockgroep Feeder in oktober 1996. Later verscheen het nummer nog op hun album Polythene. 
In de videoclip is frontman Grant Nicholas te zien in een oranje hemd en een blauwe das met oranje stippen. Hij zong in een bos genaamd Epping Forest terwijl hij steeds rondjes liep. Toen hij stopte was de groep te zien terwijl ze in een doorzichtige lift speelden waaruit ze piranha's zagen, en fans die meesprongen op het ritme van de muziek. 
Wanneer fans hun aankoopbewijs van de single opstuurden naar het platenlabel 'Echo Label' kregen ze in ruil daarvoor een poster die de single promootte.